# Albert Natural
Pour les articles homonymes, voir Natural (homonymie).
Albert Natural, né le 25 juin 1804 à Coppet et mort le 15 juillet 1884 à Genève, est une personnalité politique suisse.

## Biographie
De confession protestante, originaire de Coppet et de Founex, Albert Natural est le fils de Marc Etienne Natural, syndic de Coppet, et de Charlotte Henriette Epenoy. Il épouse en 1831 Louise Suzanne Marguerite Cottier. Il travaille comme buraliste postal.

### Carrière politique
Albert Natural est membre du Parti radical-démocratique. Il est syndic de Coppet de 1846 à 1858. Il est député au Grand Conseil vaudois de 1848 à 1862, année de sa démission. Il est en parallèle Conseiller d'État de 1858 à 1862. Il n'est ensuite pas réélu, une coalition de libéraux, de radicaux modérés et de radicaux de gauche renversant le gouvernement radical en place depuis 1845,,.